# Arc Rise Fantasia
Arc Rise Fantasia (アークライズファンタジア) est un jeu vidéo de rôle co-développé par Imageepoch et Marvelous Entertainment, et édité par Marvelous Entertainment au Japon et Ignition Entertainment en Amérique du Nord. Il est sorti en 2009 sur Wii.

## Accueil
- Destructoid : 7/10[1]
- Famitsu : 32/40[2]
- GamePro : 3/5[3]
- Game Revolution : C[4]
- GameZone : 5/10[5]
- IGN : 6,5/10[6]
- Nintendo Life : 7/10[7]
- Nintendo Power : 7,5/10[8]